# Virola surinamensis

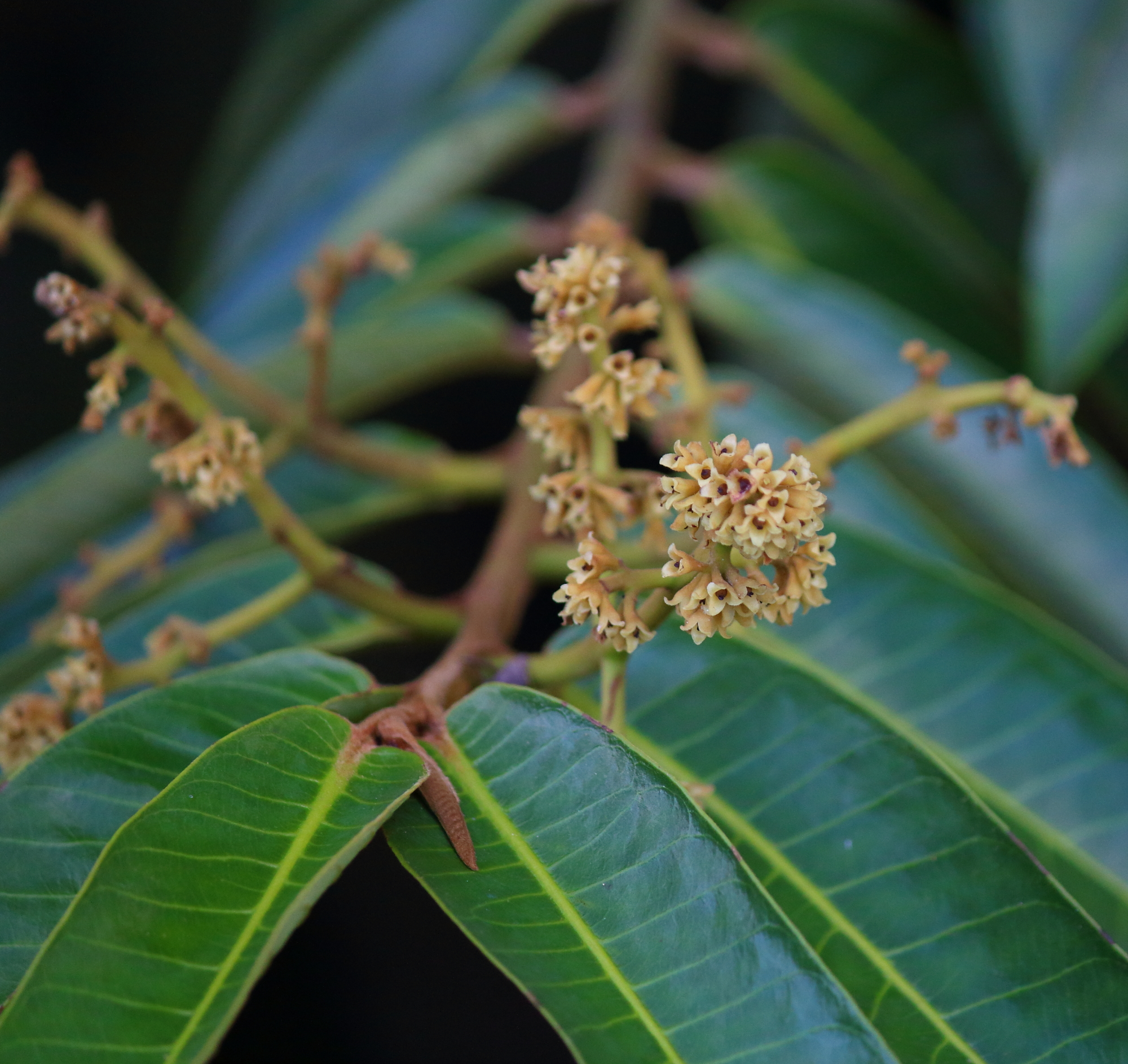
Weiblicher Blütenstand

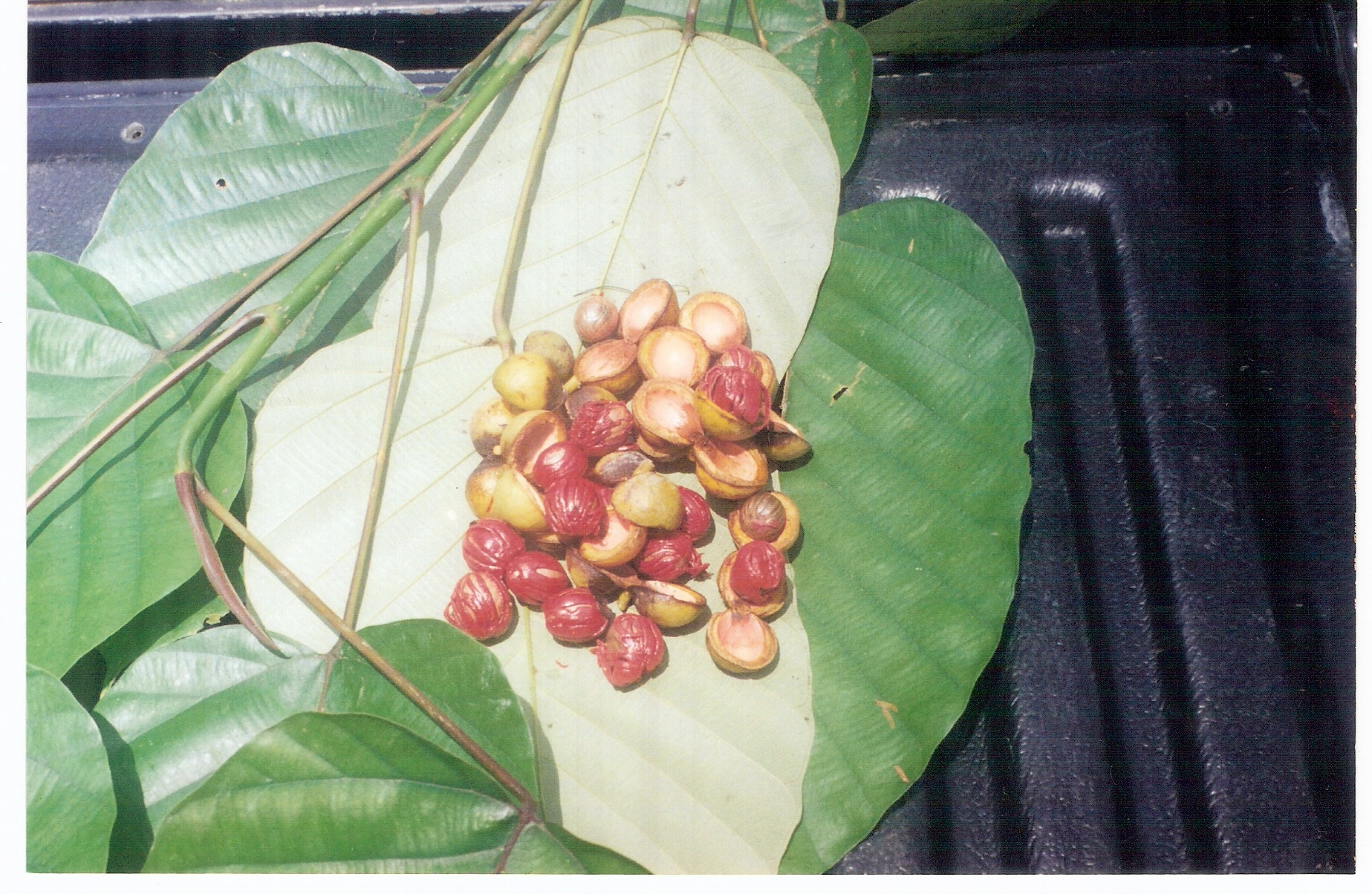
Blätter mit Früchten

Virola surinamensis ist ein Baum in der Familie der Muskatnussgewächse aus dem mittleren bis nördlichen Südamerika bis in die Karibik.

## Beschreibung
Virola surinamensis ist eine immergrüne Baumart, die in den tropischen Regenwäldern Südamerikas beheimatet ist. Sie wächst schnell und erreicht eine Höhe von über 35 Metern, wobei der Stammdurchmesser mehr als 90 Zentimeter betragen kann. Der Baum entwickelt häufig Brettwurzeln, die ihn stabilisieren und die Nährstoffaufnahme aus dem Boden fördern. Die Borke ist bräunlich und weist eine relativ glatte Oberfläche auf. Ein charakteristisches Merkmal von Virola surinamensis ist die Produktion eines rötlichen, kinoähnlichen Exsudats, das in Form von Latex austritt.

### Laubblätter
Die Laubblätter sind wechselständig angeordnet und besitzen einen kurzen Stiel. Sie haben eine Form, die von eilanzettlich bis verkehrt-eilanzettlich oder elliptisch reicht und sind in der Regel 12 bis 22 Zentimeter lang. Die Blätter sind ledrig, ganzrandig und weisen eine spitze oder zugespitzte Form auf. Die Blattbasis kann herzförmig bis abgerundet oder stumpf bis spitz sein. Die Unterseite der Blätter ist zunächst kurz behaart, verkahlt jedoch mit der Zeit. Der Blattstiel ist in der Regel rinnig und kann ebenfalls behaart oder kahl sein.

### Fortpflanzung und Blüten
Virola surinamensis ist eine zweihäusige, diözische Pflanze, was bedeutet, dass männliche und weibliche Blüten auf unterschiedlichen Individuen vorkommen. Die Blütenstände sind achselständig und bestehen aus kurzen, fein behaarten Rispen. Bei den weiblichen Blüten sind die Blütenstände oft kleiner und enthalten weniger Blüten als die männlichen. Die Blüten selbst sind klein, eingeschlechtlich und besitzen eine einfache Blütenhülle. Das Perianth, also die äußeren Blütenteile, ist meist dreiteilig bis vierteilig, mit spitzen oder stumpfen, fleischigen Zipfeln. Die männlichen Blüten haben kurze Staubblätter, die mit bis zu sechs Antheren verwachsen sind, wobei in der Regel drei Antheren vorhanden sind. Der Fruchtknoten der weiblichen Blüten ist behaart, kurz gestielt und hat einen kurzen Griffel mit einer zweiteiligen Narbe. Besonders die männlichen Blüten verströmen einen Duft.

### Früchte und Samen
Die Fruchtbildung erfolgt in Form von 1,5 bis 2,5 Zentimeter großen, eiförmigen bis ellipsoiden Kapselfrüchten, die eine dicke Schale besitzen. Die Fruchtfarbe reicht von orange bis gelb und die Oberfläche ist fast kahl. Jede Frucht enthält in der Regel einen einzelnen Samen, der von einem roten, zerschlitzen und fleischigen Arillus umhüllt ist. Die Samen selbst sind ellipsoidal und etwa 2 Zentimeter groß. Der Arillus dient dabei als Nährstoffquelle für die Samenausbreitung und kann in bestimmten Fällen von Tieren oder Vögeln verbreitet werden.

### Verbreitung und Ökologische Bedeutung
Virola surinamensis ist vor allem in den Regenwäldern von Südamerika anzutreffen, insbesondere in den tropischen Regionen von Surinam, Französisch-Guayana und Brasilien. Die Art spielt eine wichtige Rolle im Ökosystem, da sie sowohl als Nahrungsquelle für verschiedene Tiere dient als auch durch ihre Produktion von Latex und anderen Substanzen von wirtschaftlichem Interesse ist.
In der traditionellen Medizin werden Teile des Baumes, insbesondere der Rinde und das Latex, verwendet. Diese finden Anwendung in verschiedenen Heilmitteln, vor allem zur Behandlung von Wunden und als entzündungshemmende Mittel. Darüber hinaus wird der Baum auch in der Holzindustrie geschätzt, obwohl das Holz aufgrund seiner Beschaffenheit weniger widerstandsfähig gegen Witterungseinflüsse ist.

### Aktuelle Forschung und Nutzung
Neuere Studien haben sich auch mit der chemischen Zusammensetzung des Latex und seiner möglichen pharmakologischen Eigenschaften beschäftigt. Es gibt erste Hinweise darauf, dass die Exsudate des Baumes antioxidative und antimikrobielle Wirkungen aufweisen könnten, was weiteres Potenzial für medizinische Anwendungen eröffnet.

## Taxonomie
Das Basionym Myristica surinamensis wurde 1776 von Christen Friis Rottbøll nach Daniel Rolander in Descr. Rar. Pl. Surin.: 13 erstbeschrieben. Die Neukombination zu Virola surinamesis erfolgte 1897 durch Otto Warburg in Nova Acta Acad. Caes. Leop.-Carol. German. Nat. Cur. 68: 208.

## Verwendung
Das grobe, leichte und nicht beständige Holz wird vor allem für Furnier oder Sperrholz sowie für Streichhölzer und Zellstoff genutzt.
Aus den Samen kann ein Fett erhalten werden, Ucuuba-Butter, Ucuhuba-Fett, Virolafeet. Es ist ähnlich wie jenes vom Talgmuskatnussbaum.